# 堀の内出入口

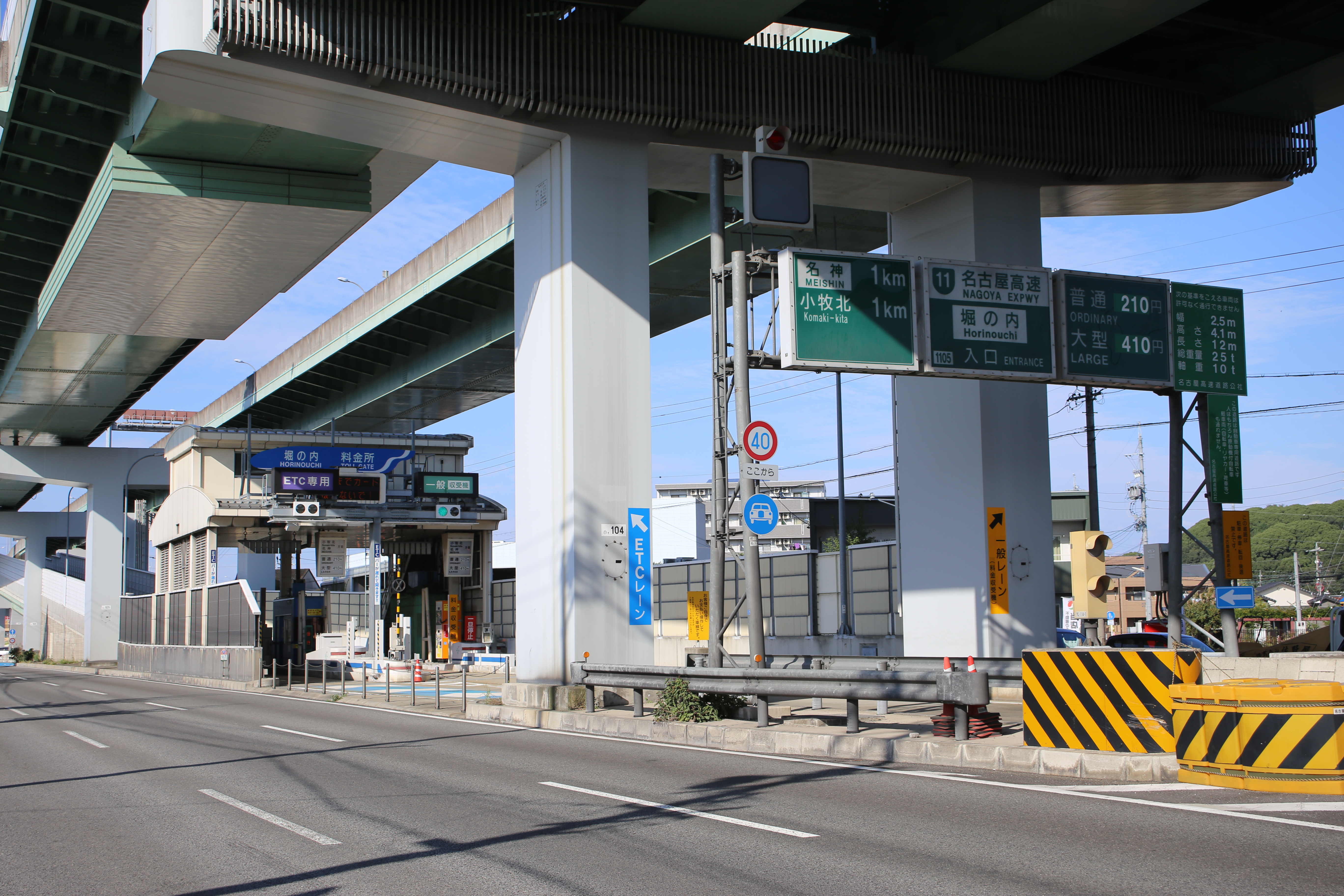
堀の内入口（2016年10月）

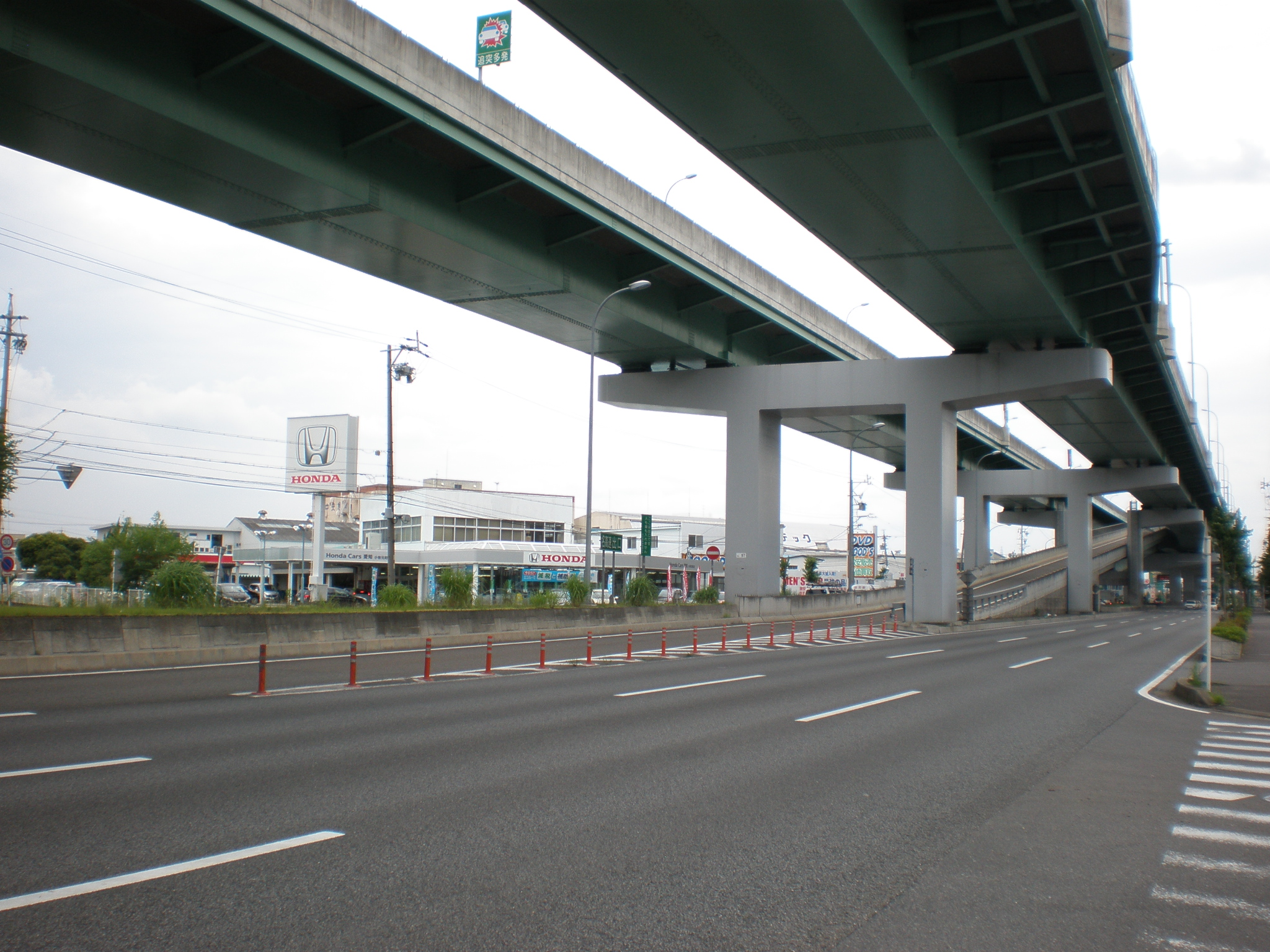
堀の内出口（2009年6月）

堀の内出入口（ほりのうちでいりぐち）は、愛知県小牧市にある名古屋高速道路11号小牧線のインターチェンジである。北行き（小牧インターチェンジ方面）のみ出入りが可能なランプである。

## 道路
- 名古屋高速11号小牧線

## 料金所

### 小牧方面
- ブース数：2
  - ETC専用：1
  - 一般：1

## 接続する道路
- 名濃バイパス（国道41号）

## 歴史
- 2001年（平成13年）10月19日　小牧南～小牧北の開通にあわせて開業。
- 2004年（平成16年）1月　コストの関係で無人化。
- 2009年（平成21年）3月12日　ETCレーン及び自動精算機を導入。

## 備考
- この入口は長期にわたり名古屋高速道路唯一のETCが利用できない入口であったが、ETCレーンと自動精算機を整備し、2009年3月12日より利用可能となった。開通当初（当時はETC導入前）は係員による収受業務を行っていたが、利用率の低さから無人化され料金も賽銭箱のような料金箱へ投じるスタイルとなり、これは名古屋高速全線でETCが本格導入された後も当該料金所は別格として、ETCが利用できない状態が続いていた。
- 開通当初は小牧線の通常の通行料金を収受していたが、利用率の低迷などを理由とし、のちに豊山南出入口とともに特定料金（200円）が設定された。

## 利用台数
名古屋市統計年鑑による利用台数の推移
| 2001年（平成13年）度 | 10674台 |  |
| 2002年（平成14年）度 | 23231台 |  |
| 2003年（平成15年）度 | 21757台 |  |
| 2004年（平成16年）度 | 6567台  |  |
| 2005年（平成17年）度 | 12272台 |  |
| 2006年（平成18年）度 | 17118台 |  |
| 2007年（平成19年）度 | 16557台 |  |
| 2008年（平成20年）度 | 17749台 |  |
| 2009年（平成21年）度 | 55025台 |  |
| 2010年（平成22年）度 | 60504台 |  |
| 2011年（平成23年）度 | 66512台 |  |
| 2012年（平成24年）度 | 74409台 |  |
| 2013年（平成25年）度 | 80638台 |  |

## 周辺
- 小牧山
- 小牧市役所
- 上御園遺跡

## 隣
名古屋高速11号小牧線
(1104,1114)小牧南出入口 - (1105,1115)堀の内出入口 - (1106,1116)小牧北出入口